# Colombia i olympiska sommarspelen 2012
Colombia deltog i de olympiska sommarspelen 2012 som ägde rum i London i Storbritannien mellan den 27 juli och den 12 augusti 2012.

## Medaljörer
| Medalj | Namn               | Sport         | Gren                         |
| ------ | ------------------ | ------------- | ---------------------------- |
| Guld   | Mariana Pajón      | Cykling       | Damernas BMX                 |
| Silver | Rigoberto Urán     | Cykling       | Herrarnas linjelopp landsväg |
| Silver | Óscar Figueroa     | Tyngdlyftning | Herrarnas 62 kg              |
| Silver | Caterine Ibargüen  | Friidrott     | Damernas tresteg             |
| Brons  | Yuri Alvear        | Judo          | Damernas 70 kg               |
| Brons  | Óscar Muñoz Oviedo | Taekwondo     | Herrarnas 58 kg              |
| Brons  | Jackeline Rentería | Brottning     | Damernas fristil, 55 kg      |
| Brons  | Carlos Oquendo     | Cykling       | Herrarnas BMX                |

## Bordtennis
- Huvudartikel: Bordtennis vid olympiska sommarspelen 2012

Damer
| Spelare      | Gren   | Inledande omgång     | Runda 1              | Runda 2              | Runda 3              | Runda 4              | Kvartsfinal          | Semifinal            | Final                | Final            |
| Spelare      | Gren   | Motståndare Resultat | Motståndare Resultat | Motståndare Resultat | Motståndare Resultat | Motståndare Resultat | Motståndare Resultat | Motståndare Resultat | Motståndare Resultat | Placering        |
| ------------ | ------ | -------------------- | -------------------- | -------------------- | -------------------- | -------------------- | -------------------- | -------------------- | -------------------- | ---------------- |
| Paula Medina | Singel | BYE                  | Bilenko (UKR) L 1–4  | Gick inte vidare     | Gick inte vidare     | Gick inte vidare     | Gick inte vidare     | Gick inte vidare     | Gick inte vidare     | Gick inte vidare |

## Boxning
- Huvudartikel: Boxning vid olympiska sommarspelen 2012

Herrar
| Boxare           | Gren            | Sextondelsfinal          | Åttondelsfinal       | Kvartsfinal          | Semifinal            | Final                | Final            |
| Boxare           | Gren            | Motståndare Resultat     | Motståndare Resultat | Motståndare Resultat | Motståndare Resultat | Motståndare Resultat | Placering        |
| ---------------- | --------------- | ------------------------ | -------------------- | -------------------- | -------------------- | -------------------- | ---------------- |
| Eduar Marriaga   | Lättvikt        | Arias (DOM) L 8–17       | Gick inte vidare     | Gick inte vidare     | Gick inte vidare     | Gick inte vidare     | Gick inte vidare |
| César Villarraga | Lätt weltervikt | Iglesias (CUB) L 9-20    | Gick inte vidare     | Gick inte vidare     | Gick inte vidare     | Gick inte vidare     | Gick inte vidare |
| Jeysson Monrroy  | Lätt tungvikt   | Rouzbahani (IRI) L 10–12 | Gick inte vidare     | Gick inte vidare     | Gick inte vidare     | Gick inte vidare     | Gick inte vidare |

## Brottning
- Huvudartikel: Brottning vid olympiska sommarspelen 2012

Damer, fristil
| Brottare           | Gren   | Kvalomgång               | Åttondelsfinal       | Kvartsfinal          | Semifinal            | Återkval 1           | Återkval 2           | Final / brons        | Final / brons |
| Brottare           | Gren   | Motståndare Resultat     | Motståndare Resultat | Motståndare Resultat | Motståndare Resultat | Motståndare Resultat | Motståndare Resultat | Motståndare Resultat | Placering     |
| ------------------ | ------ | ------------------------ | -------------------- | -------------------- | -------------------- | -------------------- | -------------------- | -------------------- | ------------- |
| Carolina Castillo  | -48 kg | Otgontsetseg (MGL) L 0–3 | Gick inte vidare     | Gick inte vidare     | Gick inte vidare     | Gick inte vidare     | Gick inte vidare     | Gick inte vidare     | 11            |
| Jackeline Renteria | -55 kg | BYE                      | Kum O-H (PRK) W 3–1  | Antes (ECU) W 3–1    | Verbeek (CAN) L 0–3  | BYE                  | BYE                  | Lazareva (UKR) W 3–1 | 3             |
| Ana Talia Betancur | -72 kg | BYE                      | Unda (ESP) L 0–3     | Gick inte vidare     | Gick inte vidare     | Gick inte vidare     | Gick inte vidare     | Gick inte vidare     | 17            |

## Bågskytte
- Huvudartikel: Bågskytte vid olympiska sommarspelen 2012

Damer
| Bågskytt         | Gren                   | Ranking-runda | Ranking-runda | 32-delsfinal              | Sextondelsfinal   | Åttondelsfinal    | Kvartsfinal       | Semifinal         | Final             | Final            |
| Bågskytt         | Gren                   | Poäng         | Seedning      | Motståndare Poäng         | Motståndare Poäng | Motståndare Poäng | Motståndare Poäng | Motståndare Poäng | Motståndare Poäng | Placering        |
| ---------------- | ---------------------- | ------------- | ------------- | ------------------------- | ----------------- | ----------------- | ----------------- | ----------------- | ----------------- | ---------------- |
| Daniel Pineda    | Herrarnas individuella | 664           | 32            | Wang C-p (TPE) (33) L 0–6 | Gick inte vidare  | Gick inte vidare  | Gick inte vidare  | Gick inte vidare  | Gick inte vidare  | Gick inte vidare |
| Ana María Rendón | Damernas individuella  | 657           | 12            | Grandal (ESP) (53) L 2–6  | Gick inte vidare  | Gick inte vidare  | Gick inte vidare  | Gick inte vidare  | Gick inte vidare  | Gick inte vidare |

## Cykling
- Huvudartikel: Cykling vid olympiska sommarspelen 2012

### Landsväg
| Cyklist        | Gren                | Tid             | Placering       |
| -------------- | ------------------- | --------------- | --------------- |
| Fabio Duarte   | Herrarnas linjelopp | Fullföljde inte | Fullföljde inte |
| Fabio Duarte   | Herrarnas tempolopp | 57:34:20        | 35              |
| Sergio Henao   | Herrarnas linjelopp | 5:46:05         | 16              |
| Rigoberto Urán | Herrarnas linjelopp | 5:45:57         | 2               |

### Bana
Sprint
| Cyklist                             | Gren               | Kvalomgång           | Kvalomgång | Omgång 1                         | Återkval 1                       | Kvartsfinal                      | Semifinal                        | Final                            | Final            |
| Cyklist                             | Gren               | Tid Hastighet (km/h) | Placering  | Motståndare Tid Hastighet (km/h) | Motståndare Tid Hastighet (km/h) | Motståndare Tid Hastighet (km/h) | Motståndare Tid Hastighet (km/h) | Motståndare Tid Hastighet (km/h) | Placering        |
| ----------------------------------- | ------------------ | -------------------- | ---------- | -------------------------------- | -------------------------------- | -------------------------------- | -------------------------------- | -------------------------------- | ---------------- |
| Juliana Gaviria                     | Damernas sprint    | 11.376 63.291        | 13         | Guerra (CUB) L                   | Hansen (NZL) Gnidenko (RUS) L    | Gick inte vidare                 | Gick inte vidare                 | Gick inte vidare                 | Gick inte vidare |
| Juliana Gaviria Diana García Orrego | Damernas lagsprint | 34.870 51.620        | 10         | i.u.                             | i.u.                             | Gick inte vidare                 | Gick inte vidare                 | Gick inte vidare                 | Gick inte vidare |

Keirin
| Cyklist         | Gren             | 1:a omgången | Återkval  | 2:a omgången     | Final     |
| Cyklist         | Gren             | Placering    | Placering | Placering        | Placering |
| --------------- | ---------------- | ------------ | --------- | ---------------- | --------- |
| Fabian Puerta   | Herrarnas keirin | 3 R          | 5         | Gick inte vidare | 15        |
| Juliana Gaviria | Damernas keirin  | 4 R          | 6         | Gick inte vidare | 17        |

Förföljelse
| Cyklist                                                               | Gren                     | Kvalomgång | Kvalomgång | Semifinal            | Semifinal | Final                | Final            |
| Cyklist                                                               | Gren                     | Tid        | Placering  | Motståndare Resultat | Placering | Motståndare Resultat | Placering        |
| --------------------------------------------------------------------- | ------------------------ | ---------- | ---------- | -------------------- | --------- | -------------------- | ---------------- |
| Juan Esteban Arango Edwin Avila Arles Castro Weimar Roldan Kevin Rios | Herrarnas lagförföljelse | 4:03.712   | 7 Q        | Spanien L 4:05.485   | 8         | Gick inte vidare     | Gick inte vidare |

Omnium
| Cyklist             | Gren             | Flygande varv | Flygande varv | Poänglopp | Poänglopp | Elimineringslopp | Ind. förföljelse | Ind. förföljelse | Scratch   | Tidskval | Tidskval  | Totalpoäng | Placering |
| Cyklist             | Gren             | Tid           | Placering     | Poäng     | Placering | Placering        | Tid              | Placering        | Placering | Tid      | Placering | Totalpoäng | Placering |
| ------------------- | ---------------- | ------------- | ------------- | --------- | --------- | ---------------- | ---------------- | ---------------- | --------- | -------- | --------- | ---------- | --------- |
| Juan Esteban Arango | Herrarnas omnium | 13.469        | 8             | –18       | 17        | 13               | 4:25.477         | 4                | 11        | 1:03.793 | 7         | 60         | 10        |
| Maria Luisa Calle   | Damernas omnium  | 15.559        | 18            | 22        | 8         | 14               | 3:40.349         | 7                | 11        | 37.937   | 18        | 76         | 16        |

### Mountainbike
| Cyklist       | Gren                  | Tid             | Placering       |
| ------------- | --------------------- | --------------- | --------------- |
| Leonardo Paez | Herrarnas terränglopp | 1:36:02         | 28              |
| Laura Abril   | Damernas terränglopp  | Fullföljde inte | Fullföljde inte |

### BMX
| Cyklist                | Gren          | Seedning | Seedning  | Kvartsfinal | Kvartsfinal | Semifinal | Semifinal | Final    | Final     |
| Cyklist                | Gren          | Resultat | Placering | Poäng       | Placering   | Poäng     | Placering | Resultat | Placering |
| ---------------------- | ------------- | -------- | --------- | ----------- | ----------- | --------- | --------- | -------- | --------- |
| Andrés Jiménez Caicedo | Herrarnas BMX | 38.445   | 5         | 17          | 4 q         | 12        | 4 Q       | 53.377   | 6         |
| Carlos Mario Oquendo   | Herrarnas BMX | 38.775   | 14        | 21          | 4 q         | 11        | 4 Q       | 38.251   | 3         |
| Mariana Pajon          | Damernas BMX  | 38.787   | 3         | i.u.        | i.u.        | 3         | 1 Q       | 37.706   | 1         |

## Friidrott
- Huvudartikel: Friidrott vid olympiska sommarspelen 2012

Förkortningar
- Notera – Placeringar gäller endast den tävlandes eget heat
- Q = Kvalificerade sig till nästa omgång via placering
- q = Kvalificerade sig på tid eller, i fältgrenarna, på placering utan att ha nått kvalgränsen
- NR = Nationellt rekord
- N/A = Omgången inte möjlig i grenen
- Bye = Idrottaren behövde inte delta i omgången

Herrar
Bana och väg
| Idrottare           | Gren       | Heat                | Heat                | Kvartsfinal         | Kvartsfinal         | Semifinal           | Semifinal           | Final               | Final               |
| Idrottare           | Gren       | Resultat            | Placering           | Resultat            | Placering           | Resultat            | Placering           | Resultat            | Placering           |
| ------------------- | ---------- | ------------------- | ------------------- | ------------------- | ------------------- | ------------------- | ------------------- | ------------------- | ------------------- |
| Eider Arévalo       | 20 km gång | i.u.                | i.u.                | i.u.                | i.u.                | i.u.                | i.u.                | 1:22:00             | 20                  |
| Juan Carlos Cardona | Maraton    | i.u.                | i.u.                | i.u.                | i.u.                | i.u.                | i.u.                | 2:40:13             | 83                  |
| Fredy Hernández     | 50 km gång | i.u.                | i.u.                | i.u.                | i.u.                | i.u.                | i.u.                | 3:56:00             | 33                  |
| Luis Fernando Lopez | 20 km gång | i.u.                | i.u.                | i.u.                | i.u.                | i.u.                | i.u.                | DSQ                 | DSQ                 |
| Isidro Montoya      | 100 m      | BYE                 | BYE                 | 10.54               | 7                   | Gick inte vidare    | Gick inte vidare    | Gick inte vidare    | Gick inte vidare    |
| Diego Palomeque     | 400 m      | Exkluderad (dopad)* | Exkluderad (dopad)* | Exkluderad (dopad)* | Exkluderad (dopad)* | Exkluderad (dopad)* | Exkluderad (dopad)* | Exkluderad (dopad)* | Exkluderad (dopad)* |
| James Rendón        | 20 km gång | i.u.                | i.u.                | i.u.                | i.u.                | i.u.                | i.u.                | 1:22:54             | 28                  |
| Rafith Rodríguez    | 800 m      | 1:47.70             | 4                   | i.u.                | i.u.                | Gick inte vidare    | Gick inte vidare    | Gick inte vidare    | Gick inte vidare    |
| Paulo César Villar  | 110 m häck | 13.55               | 5 q                 | i.u.                | i.u.                | 13.63               | 7                   | Gick inte vidare    | Gick inte vidare    |

Fältgrenar
| Idrottare      | Gren          | Kval  | Kval      | Final            | Final            |
| Idrottare      | Gren          | Längd | Placering | Längd            | Placering        |
| -------------- | ------------- | ----- | --------- | ---------------- | ---------------- |
| Wanner Miller  | Höjdhopp      | 2.26  | =12 q     | 2.25             | 9                |
| Dayron Márquez | Spjutkastning | 77.59 | 26        | Gick inte vidare | Gick inte vidare |

Damer
Bana och väg
| Idrottare                                                         | Gren           | Heat     | Heat      | Kvartsfinal | Kvartsfinal | Semifinal        | Semifinal        | Final            | Final            |
| Idrottare                                                         | Gren           | Resultat | Placering | Resultat    | Placering   | Resultat         | Placering        | Resultat         | Placering        |
| ----------------------------------------------------------------- | -------------- | -------- | --------- | ----------- | ----------- | ---------------- | ---------------- | ---------------- | ---------------- |
| Erika Abril                                                       | Maraton        | i.u.     | i.u.      | i.u.        | i.u.        | i.u.             | i.u.             | 2:33:33          | 51               |
| Sandra Arenas                                                     | 20 km gång     | i.u.     | i.u.      | i.u.        | i.u.        | i.u.             | i.u.             | 1:33:21          | 32               |
| Yolanda Caballero                                                 | Maraton        | i.u.     | i.u.      | i.u.        | i.u.        | i.u.             | i.u.             | DNF              | DNF              |
| Ángela Figueroa                                                   | 3 000 m hinder | 10:25.60 | 15        | i.u.        | i.u.        | i.u.             | i.u.             | Gick inte vidare | Gick inte vidare |
| Lina Flores                                                       | 100 m häck     | 13.17    | 6         | i.u.        | i.u.        | Gick inte vidare | Gick inte vidare | Gick inte vidare | Gick inte vidare |
| Rosibel García Mena                                               | 800 m          | 2:01.30  | 3 Q       | i.u.        | i.u.        | 2:00.16          | 3                | Gick inte vidare | Gick inte vidare |
| Norma González                                                    | 200 m          | 23.46    | 7         | i.u.        | i.u.        | Gick inte vidare | Gick inte vidare | Gick inte vidare | Gick inte vidare |
| Íngrid Hernández                                                  | 20 km gång     | i.u.     | i.u.      | i.u.        | i.u.        | i.u.             | i.u.             | 1:33:34          | 34               |
| Yomara Hinestroza                                                 | 100 m          | BYE      | BYE       | 11.56       | 7           | Gick inte vidare | Gick inte vidare | Gick inte vidare | Gick inte vidare |
| Briggite Merlano                                                  | 100 m häck     | 13.21    | 6         | i.u.        | i.u.        | Gick inte vidare | Gick inte vidare | Gick inte vidare | Gick inte vidare |
| Princesa Oliveiros                                                | 400 m häck     | 58.95    | 8         | i.u.        | i.u.        | Gick inte vidare | Gick inte vidare | Gick inte vidare | Gick inte vidare |
| Arabelly Orjuela                                                  | 20 km gång     | i.u.     | i.u.      | i.u.        | i.u.        | i.u.             | i.u.             | 1:35:05          | 43               |
| Jennifer Padilla                                                  | 400 m          | DSQ      | DSQ       | i.u.        | i.u.        | Gick inte vidare | Gick inte vidare | Gick inte vidare | Gick inte vidare |
| Alejandra Idrobo Darlenys Obregon Eliecith Palacios Nelcy Caicedo | 4 x 100 m      | 43.21    | 5         | i.u.        | i.u.        | i.u.             | i.u.             | Gick inte vidare | Gick inte vidare |

Fältgrenar
| Idrottare          | Gren          | Kval  | Kval      | Final            | Final            |
| Idrottare          | Gren          | Längd | Placering | Längd            | Placering        |
| ------------------ | ------------- | ----- | --------- | ---------------- | ---------------- |
| Sandra Lemos       | Kulstötning   | 16.50 | 28        | Gick inte vidare | Gick inte vidare |
| Catherine Ibargüen | Tresteg       | 14.42 | 4 Q       | 14.80            | 2                |
| Johana Moreno      | Släggkastning | 68.53 | 18        | Gick inte vidare | Gick inte vidare |
| Flor Denis Ruíz    | Spjutkastning | 54.34 | 32        | Gick inte vidare | Gick inte vidare |

## Fäktning
- Huvudartikel: Fäktning vid olympiska sommarspelen 2012

Damer
| Idrottare             | Gren                  | Omgång 1          | Omgång 2                 | Omgång 3          | Kvartsfinal       | Semifinal         | Final / BM        | Final / BM       |
| Idrottare             | Gren                  | Motståndare Poäng | Motståndare Poäng        | Motståndare Poäng | Motståndare Poäng | Motståndare Poäng | Motståndare Poäng | Placering        |
| --------------------- | --------------------- | ----------------- | ------------------------ | ----------------- | ----------------- | ----------------- | ----------------- | ---------------- |
| Saskia Loretta Garcia | Florett, individuellt | BYE               | Golubystkyi (GER) L 9–14 | Gick inte vidare  | Gick inte vidare  | Gick inte vidare  | Gick inte vidare  | Gick inte vidare |

## Fotboll
- Huvudartikel: Fotboll vid olympiska sommarspelen 2012

Damer
Coach: Ricardo Rozo
| Nr | Pos. | Namn               | Födelsedatum (ålder)      | Matcher | Mål |          | Klubb                        |
| -- | ---- | ------------------ | ------------------------- | ------- | --- | -------- | ---------------------------- |
| 1  | MV   | Stefany Castaño    | 11 januari 1994 (18 år)   | 0       | 0   | USA      | Graceland University         |
| 2  | MF   | Tatiana Ariza      | 21 februari 1991 (21 år)  | 12      | 2   | USA      | Austin Peay State University |
| 3  | F    | Natalia Gaitán (c) | 3 april 1991 (21 år)      | 5       | 0   | USA      | University of Toledo         |
| 4  | F    | Natalia Ariza      | 21 februari 1991 (21 år)  | 2       | 0   | USA      | Austin Peay State University |
| 5  | F    | Nataly Arias       | 2 april 1986 (26 år)      | 16      | 3   | USA      | University of Maryland       |
| 6  | MF   | Daniela Montoya    | 22 augusti 1990 (21 år)   | 11      | 1   | Colombia | CD Formas Íntimas            |
| 7  | A    | Oriánica Velásquez | 1 augusti 1989 (22 år)    | 13      | 1   | USA      | Indiana University           |
| 8  | MF   | Yoreli Rincón      | 27 juli 1993 (18 år)      | 14      | 8   | Colombia | CD Gol Star                  |
| 9  | MF   | Carmen Rodallega   | 15 juli 1983 (29 år)      | 34      | 6   | Colombia | CD Carlos Sarmiento Lora     |
| 10 | MF   | Catalina Usme      | 25 december 1989 (22 år)  | 20      | 14  | Colombia | Independiente Medellín       |
| 11 | MF   | Liana Salazar      | 16 september 1992 (19 år) | 13      | 0   | USA      | University of Kansas         |
| 12 | MV   | Sandra Sepúlveda   | 3 mars 1988 (24 år)       | 16      | 0   | Colombia | CD Formas Íntimas            |
| 13 | F    | Yulieth Domínguez  | 6 september 1993 (18 år)  | 17      | 3   | Colombia | Estudiantes F.C.             |
| 14 | F    | Kelis Peduzine     | 21 april 1983 (29 år)     | 23      | 2   | Colombia | CD Eba                       |
| 15 | A    | Ingrid Vidal       | 22 april 1991 (21 år)     | 18      | 5   | Colombia | CD Generaciones Palmiranas   |
| 16 | A    | Lady Andrade       | 10 januari 1992 (20 år)   | 8       | 1   | Colombia | CD Inter de Bogotá           |
| 17 | A    | Melissa Ortiz      | 24 januari 1990 (22 år)   | 0       | 0   | USA      | Lynn University              |
| 18 | MF   | Ana María Montoya  | 24 september 1991 (20 år) | 0       | 0   | USA      | University of Arizona        |

Gruppspel
| Nr | Lag       | S | V | O | F | GM | IM | MS | P |
| -- | --------- | - | - | - | - | -- | -- | -- | - |
| 1  | USA       | 3 | 3 | 0 | 0 | 8  | 2  | +6 | 9 |
| 2  | Frankrike | 3 | 2 | 0 | 1 | 8  | 4  | +4 | 6 |
| 3  | Nordkorea | 3 | 1 | 0 | 2 | 2  | 6  | −4 | 3 |
| 4  | Colombia  | 3 | 0 | 0 | 3 | 0  | 6  | −6 | 0 |

| 6 | 25 juli, 19:45 | Colombia | 0 – 2 | Nordkorea | Hampden Park, Glasgow |  |
|   |                |          |       |           |                       |  |
|   |                |          |       |           |                       |  |
|   |                |          |       |           |                       |  |

| 10 | 28 juli, 17:00 | USA | 3 – 0 | Colombia | Hampden Park, Glasgow |  |
|    |                |     |       |          |                       |  |
|    |                |     |       |          |                       |  |
|    |                |     |       |          |                       |  |

| 16 | 31 juli, 17:15 | Frankrike | 1 – 0 | Colombia | St James' Park, Newcastle |  |
|    |                |           |       |          |                           |  |
|    |                |           |       |          |                           |  |
|    |                |           |       |          |                           |  |

## Gymnastik
- Huvudartikel: Gymnastik vid olympiska sommarspelen 2012

### Artistisk
Herrar
| Idrottare          | Gren     | Kval    | Kval    | Kval    | Kval    | Kval    | Kval    | Kval   | Kval      | Final            | Final            | Final            | Final            | Final            | Final            | Final            | Final            |
| Idrottare          | Gren     | Redskap | Redskap | Redskap | Redskap | Redskap | Redskap | Totalt | Placering | Redskap          | Redskap          | Redskap          | Redskap          | Redskap          | Redskap          | Totalt           | Placering        |
| Idrottare          | Gren     | F       | PH      | R       | V       | PB      | HB      | Totalt | Placering | F                | PH               | R                | V                | PB               | HB               | Totalt           | Placering        |
| ------------------ | -------- | ------- | ------- | ------- | ------- | ------- | ------- | ------ | --------- | ---------------- | ---------------- | ---------------- | ---------------- | ---------------- | ---------------- | ---------------- | ---------------- |
| Jorge Hugo Giraldo | Mångkamp | 13.400  | 12.166  | 14.933  | 15.466  | 13.633  | 13.500  | 83.098 | 33        | Gick inte vidare | Gick inte vidare | Gick inte vidare | Gick inte vidare | Gick inte vidare | Gick inte vidare | Gick inte vidare | Gick inte vidare |

Damer
| Idrottare   | Gren     | Kval    | Kval    | Kval    | Kval    | Kval   | Kval      | Final            | Final            | Final            | Final            | Final            | Final            |
| Idrottare   | Gren     | Redskap | Redskap | Redskap | Redskap | Totalt | Placering | Redskap          | Redskap          | Redskap          | Redskap          | Totalt           | Placering        |
| Idrottare   | Gren     | F       | V       | UB      | BB      | Totalt | Placering | F                | V                | UB               | BB               | Totalt           | Placering        |
| ----------- | -------- | ------- | ------- | ------- | ------- | ------ | --------- | ---------------- | ---------------- | ---------------- | ---------------- | ---------------- | ---------------- |
| Jessica Gil | Mångkamp | 13.066  | 13.533  | 12.633  | 12.266  | 51.498 | 42        | Gick inte vidare | Gick inte vidare | Gick inte vidare | Gick inte vidare | Gick inte vidare | Gick inte vidare |

## Judo
Damer
| Idrottare      | Gren                | Sextondelsfinal           | Åttondelsfinal            | Kvartsfinal               | Semifinal            | Återkval                | Bronsmatch               | Final                | Final            |
| Idrottare      | Gren                | Motståndare Resultat      | Motståndare Resultat      | Motståndare Resultat      | Motståndare Resultat | Motståndare Resultat    | Motståndare Resultat     | Motståndare Resultat | Placering        |
| -------------- | ------------------- | ------------------------- | ------------------------- | ------------------------- | -------------------- | ----------------------- | ------------------------ | -------------------- | ---------------- |
| Yadinis Amaris | Lättvikt (-57 kg)   | BYE                       | Malloy (USA) L 0000–1000  | Gick inte vidare          | Gick inte vidare     | Gick inte vidare        | Gick inte vidare         | Gick inte vidare     | Gick inte vidare |
| Yuri Alvear    | Mellanvikt (-70 kg) | Portela (BRA) W 1100–0000 | Moreira (ANG) W 0100–0001 | Décosse (FRA) L 0000–1000 | Gick inte vidare     | Sraka (SLO) W 0100–0001 | Chen F (CHN) W 0011–0001 | Gick inte vidare     | 3                |

## Ridsport

### Hoppning
| Tävlande      | Häst              | Kvalifikation | Kvalifikation | Kvalifikation | Kvalifikation | Kvalifikation | Kvalifikation   | Kvalifikation   | Kvalifikation   | Final           | Final           | Final           | Final           | Final           | Total     |
| Tävlande      | Häst              | Runda 1       | Runda 1       | Runda 2       | Runda 2       | Runda 2       | Runda 3         | Runda 3         | Runda 3         | Runda A         | Runda A         | Runda B         | Runda B         | Runda B         | Total     |
| Tävlande      | Häst              | Straff        | Placering     | Straff        | Total         | Placering     | Straff          | Total           | Placering       | Straff          | Placering       | Straff          | Totalt          | Placering       | Placering |
| ------------- | ----------------- | ------------- | ------------- | ------------- | ------------- | ------------- | --------------- | --------------- | --------------- | --------------- | --------------- | --------------- | --------------- | --------------- | --------- |
| Daniel Bluman | Sancha La Silla   | 0             | 1             | 1             | 1             | 13            | 4               | 5               | 7               | 4               | 11              | 9               | 13              | 20              | 20        |
| Rodrigo Diaz  | Royal Vinckenburg | 1             | 33            | 10            | 11            | 53            | Ej kvalificerad | Ej kvalificerad | Ej kvalificerad | Ej kvalificerad | Ej kvalificerad | Ej kvalificerad | Ej kvalificerad | Ej kvalificerad | 53        |

## Segling
Herrar
| Seglare         | Gren  | Lopp | Lopp | Lopp | Lopp | Lopp | Lopp | Lopp | Lopp | Lopp | Lopp | Lopp | Summerad poäng | Finalplacering |
| Seglare         | Gren  | 1    | 2    | 3    | 4    | 5    | 6    | 7    | 8    | 9    | 10   | M*   | Summerad poäng | Finalplacering |
| --------------- | ----- | ---- | ---- | ---- | ---- | ---- | ---- | ---- | ---- | ---- | ---- | ---- | -------------- | -------------- |
| Santiago Grillo | RS:X  | 35   | 34   | 34   | 33   | DSQ  | 37   | 30   | 36   | DNF  | 31   | EL   | 302            | 37             |
| Andrey Quintero | Laser | 40   | 31   | 37   | 25   | 39   | 41   | 36   | 39   | DNF  | 37   | EL   | 325            | 40             |

M = Medaljlopp; EL = Eliminerad – gick inte vidare till medaljloppet;

## Simhopp
Herrar
| Idrottare       | Gren | Kval   | Kval      | Semifinal        | Semifinal        | Final            | Final            |
| Idrottare       | Gren | Poäng  | Placering | Poäng            | Placering        | Poäng            | Placering        |
| --------------- | ---- | ------ | --------- | ---------------- | ---------------- | ---------------- | ---------------- |
| Sebastián Villa | 3 m  | 414,90 | 21        | Gick inte vidare | Gick inte vidare | Gick inte vidare | Gick inte vidare |
| Víctor Ortega   | 10 m | 450,60 | 13 Q      | 439,55           | 17               | Gick inte vidare | Gick inte vidare |
| Sebastián Villa | 10 m | 419,25 | 22        | Gick inte vidare | Gick inte vidare | Gick inte vidare | Gick inte vidare |

## Taekwondo
| Idrottare          | Gren            | Åttondelsfinaler      | Kvartsfinaler              | Semifinaer            | Återkval             | Bronsmatch           | Final                | Final     |
| Idrottare          | Gren            | Motståndare Resultat  | Motståndare Resultat       | Motståndare Resultat  | Motståndare Resultat | Motståndare Resultat | Motståndare Resultat | Placering |
| ------------------ | --------------- | --------------------- | -------------------------- | --------------------- | -------------------- | -------------------- | -------------------- | --------- |
| Óscar Muñoz Oviedo | Damernas −58 kg | El-Yamine (ALG) W 1–8 | Al-Kubati (YEM) W 14–2 PTG | González (ESP) L 13–4 | Bye                  | Karaket (THA) W 4–6  | Gick inte vidare     | 3         |

## Tennis
| Spelare                               | Gren       | Omgång 1                      | Omgång 2                          | Åttondelsfinaler  | Kvartsfinaler     | Semifinaler       | Final / BM        | Final / BM       |
| Spelare                               | Gren       | Motståndare Poäng             | Motståndare Poäng                 | Motståndare Poäng | Motståndare Poäng | Motståndare Poäng | Motståndare Poäng | Placering        |
| ------------------------------------- | ---------- | ----------------------------- | --------------------------------- | ----------------- | ----------------- | ----------------- | ----------------- | ---------------- |
| Alejandro Falla                       | Herrsingel | Federer (SUI) L 3–6, 7–5, 3–6 | Gick inte vidare                  | Gick inte vidare  | Gick inte vidare  | Gick inte vidare  | Gick inte vidare  | Gick inte vidare |
| Santiago Giraldo                      | Herrsingel | Harrison (USA) W 7–5, 6–3     | Darcis (BEL) L 7–6(7–4), 4–6, 4–6 | Gick inte vidare  | Gick inte vidare  | Gick inte vidare  | Gick inte vidare  | Gick inte vidare |
| Juan Sebastián Cabal Santiago Giraldo | Herrdubbel | i.u.                          | Čilić / Dodig (CRO) L 3–6, 4–6    | Gick inte vidare  | Gick inte vidare  | Gick inte vidare  | Gick inte vidare  | Gick inte vidare |
| Mariana Duque                         | Damsingel  | Kirilenko (RUS) L 0–6, 1–1r   | Gick inte vidare                  | Gick inte vidare  | Gick inte vidare  | Gick inte vidare  | Gick inte vidare  | Gick inte vidare |

## Triathlon

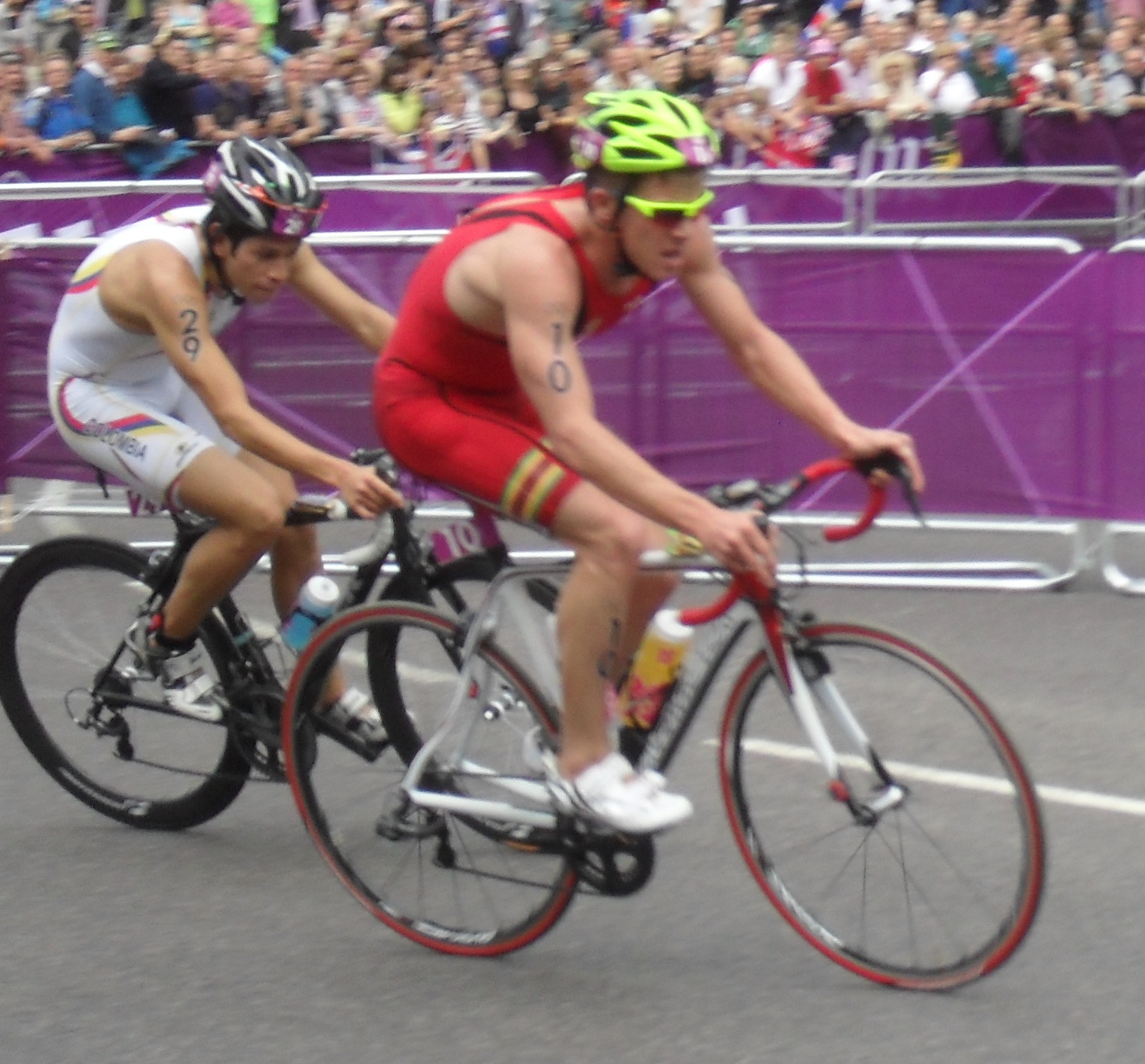
Carlos Quinchara i vitt i triathlon.

| Triathlet        | Gren                | Simning (1,5 km) | Trans 1 | Cykling (40 km) | Trans 2 | Löpning (10 km) | Total tid | Placering |
| ---------------- | ------------------- | ---------------- | ------- | --------------- | ------- | --------------- | --------- | --------- |
| Carlos Quinchara | Herrarnas triathlon | 18:02            | 0:47    | 59:37           | 0:31    | 35:13           | 1:54:10   | 53        |